# Giacomo I Crispo
Giacomo I Crispo (... – Ferrara, 1418) fu l'undicesimo duca del Ducato di Nasso dal 1397.

## Biografia
Primogenito del duca Francesco I Crispo e di Fiorenza Sanudo, successe al padre nel 1397.
Il suo governo fu segnato dalle lotte contro i Turchi, con i quali giunse infine a un accordo impegnandosi a pagare un tributo.
Meno facile fu la risoluzione degli scontri con i fratelli, insoddisfatti della suddivisione dell'eredità paterna. Cedette così a Pietro una parte dell'isola di Nasso, a Giovanni Milo e Argentiera, a Guglielmo Nanfio e Andro, a Niccolò Sira e a Marco Io. Nel 1418 fece un ulteriore concessione, consegnando Santorino e Therasia rispettivamente a Niccolò e a Marco.
Ebbe dei contrasti anche con Petronilla Tocco, che aveva sposato in prime nozze Niccolò III dalle Carceri (predecessore del padre nel ducato di Nasso) e in seconde nozze Niccolò Venier (figlio del doge Antonio). Nel 1405 le due parti si incontrarono a Venezia, ma la diatriba era ancora nel 1415. Riuscì invece a risolvere la vertenza con Maria Sanudo, una cugina della madre che il padre aveva spodestato dalla signoria di Milo: ne sposò la figlia Fiorenza Sommaripa e inoltre mediò presso i Veneziani perché le fossero restituiti i casali, localizzati sull'isola, che erano stati del dalle Carceri.
Nel 1404-05 si recò in Inghilterra per incontrare re Enrico IV, anche se le motivazioni del viaggio non sono chiare. Nel 1415 prese parte a un'alleanza in funzione antiturca cui presero parte altri Staterelli crociati, ovvero Chio, Lesbo, Rodi e Cipro.
Nel 1418 fu a Venezia per dirimere alcune questioni sull'eredità della suocera, dopodiché si diresse a Mantova per incontrarsi con papa Martino V. Giunto a Ferrara, però, si ammalò e morì, poco prima del 17 novembre di quell'anno.
Dal matrimonio nacquero solo due figlie femmine (di cui si ignorano i nomi). Aveva quindi nominato suo erede il fratello Giovanni il quale, favorito dall'influenza del cognato Pietro Zen, fu riconosciuto da Venezia contro le rivendicazioni della vedova Fiorenza Sommaripa.